# Sân vận động Yamaha
Sân vận động Yamaha (ヤマハスタジアム Yamaha Sutajiamu) là một sân vận động bóng đá nằm ở thành phố Iwata, tỉnh Shizuoka, Nhật Bản. Nơi đây là sân nhà của câu lạc bộ bóng đá Júbilo Iwata và câu lạc bộ bóng bầu dục Yamaha Jubilo. Sân hiện có sức chứa 16,879 khán giả.